# Pentossaea
Pentossaea es un género  de plantas fanerógamas pertenecientes a la familia Melastomataceae. Comprende 7 especies descritas y aceptadas.

## Taxonomía
El género fue descrito por Walter Stephen Judd y publicado en Annals of the Missouri Botanical Garden 76(2): 486–490, f. 5. 1989.  La especie tipo es: Pentossaea brachystachya (DC.) Judd	 

## Especies aceptadas
A continuación se brinda un listado de las especies del género Pentossaea aceptadas hasta mayo de 2014, ordenadas alfabéticamente. Para cada una se indica el nombre binomial seguido del autor, abreviado según las convenciones y usos:
- Pentossaea angustifolia (DC.) Judd
- Pentossaea brachystachya (DC.) Judd
- Pentossaea confertiflora (DC.) Judd
- Pentossaea congestiflora (Naudin) Judd
- Pentossaea coriacea (Naudin) Judd
- Pentossaea heteronervis (Naudin) Judd
- Pentossaea marginata (Desr.) Judd